# Polycentropus casicus
Polycentropus casicus är en nattsländeart som beskrevs av Denning in Denning och Sykora 1966. Polycentropus casicus ingår i släktet Polycentropus och familjen fångstnätnattsländor. Inga underarter finns listade i Catalogue of Life.